# Franciszek Walewski

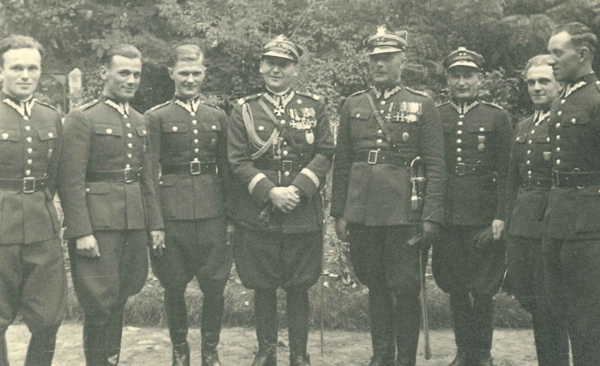
Promocja SPP w 1935 roku. Od lewej stoją: ppor. Zbigniew Czerniak, ppor. Franciszek Walewski, ppor. Jan Przedlacki, gen. bryg. Włodzimierz Raczyński-Maxymowicz, ppłk Franciszek Sudoł, por. Jan Wiśniewski, ppor. Henryk Karasiewicz, ppor. Mieczysław Nejman

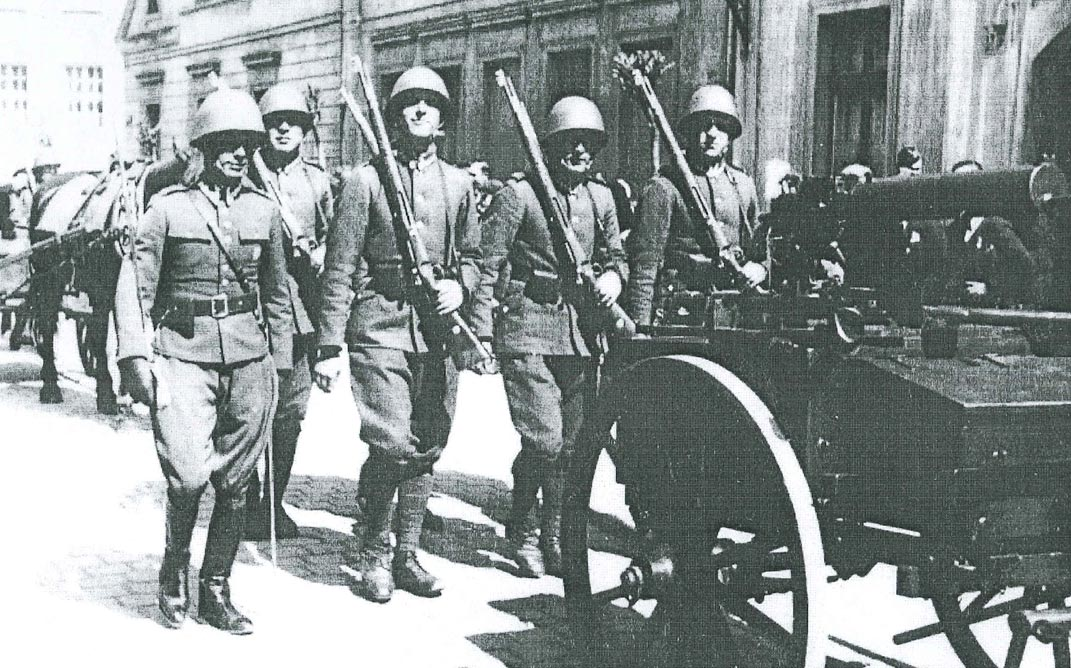
Por. Franciszek Walewski wraz z kompanią ckm 14 pp (Zaolzie 1938).

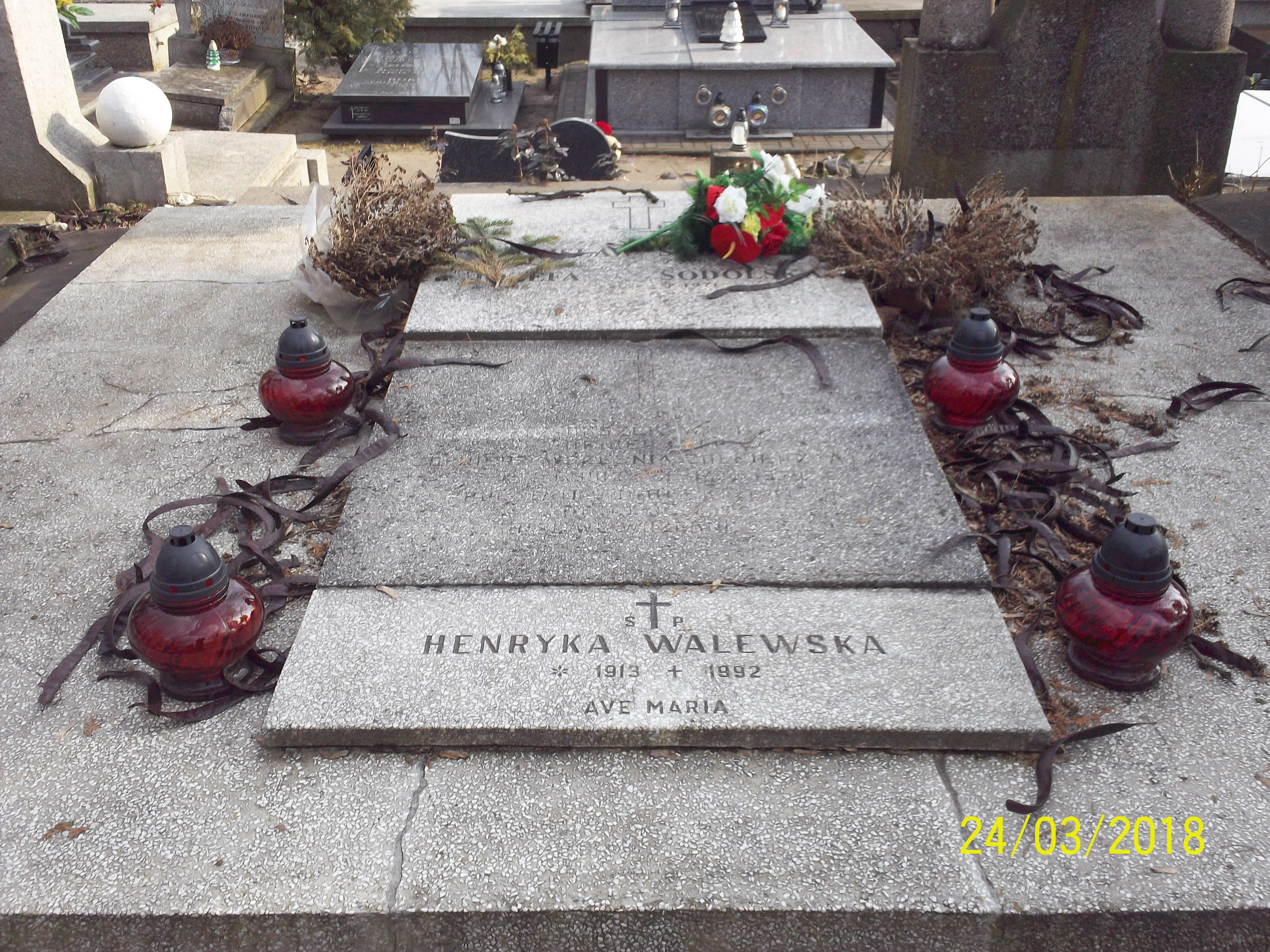
Grób kpt. Franciszka Walewskiego na włocławskim cmentarzu komunalnym.

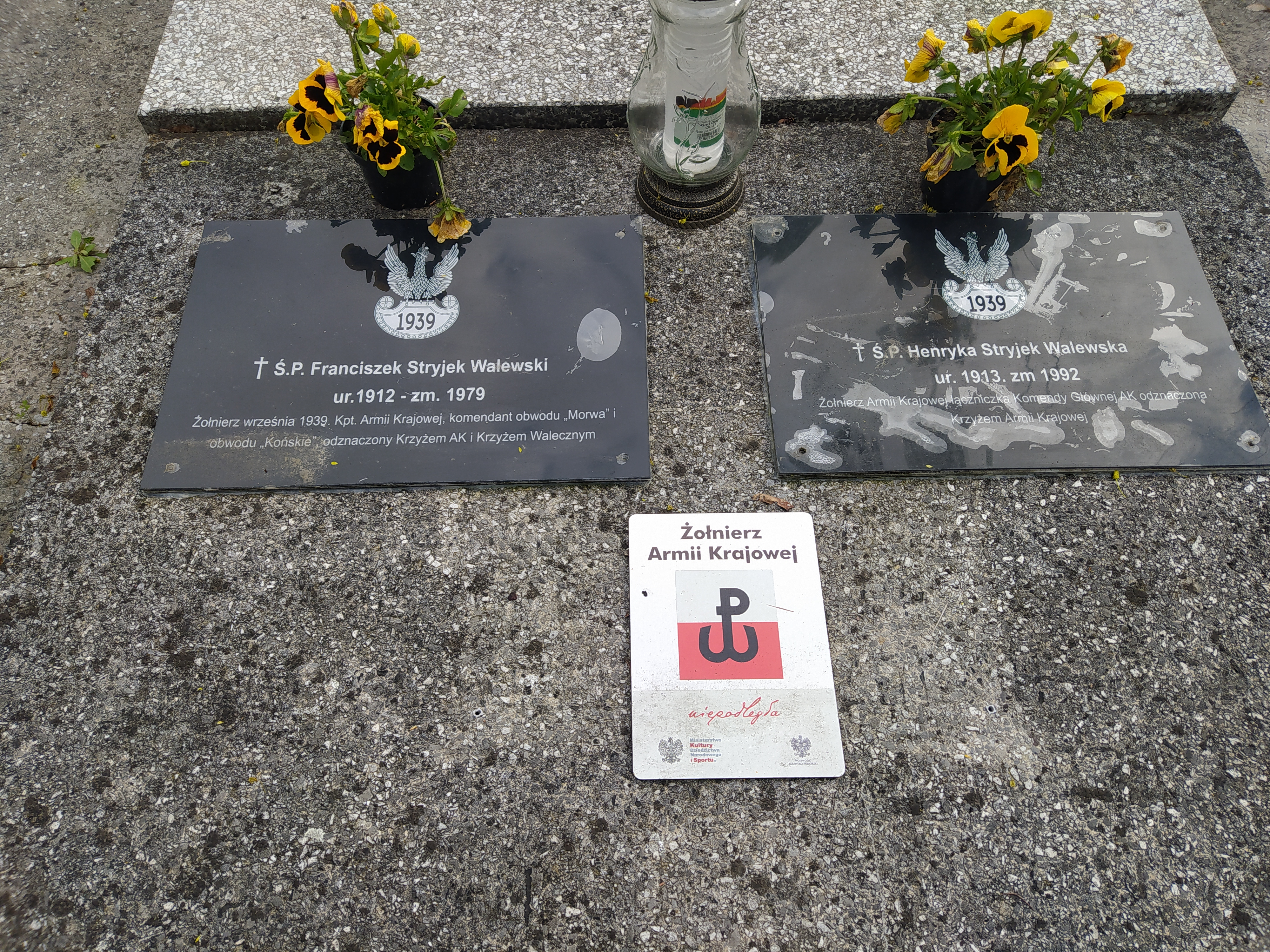
Tabliczki żołnierzy Armii Krajowej na grobie kpt. Franciszka Walewskiego i jego żony Henryki.

Franciszek Walewski ps. „Mrok”, „Stryjek” (ur. 21 września 1912 r. w Szumsku, zm. 14 stycznia 1979 r. w Pyszkowie) – kapitan piechoty Wojska Polskiego i Armii Krajowej, komendant Podobwodu I Skarżysko-Kamienna („Morwa”) w Obwodzie Iłża Inspektoratu Starachowickiego Armii Krajowej (Okręg Radom-Kielce), komendant Obwodu Końskie Inspektoratu Starachowickiego AK. 

## Życiorys
Urodził się w dniu 21 września 1912 r. w Szumsku parafii Dzierzgowo (powiat mławski). Był synem Jana (rolnika) i Czesławy z domu Pająk, którzy związek małżeński zawarli 24 stycznia 1909 r. w Krerach (gmina Dzierzgowo). Rodzeństwem Franciszka byli: urodzony w Krerach Stanisław (ur. 16 stycznia 1910 r., zm. 16 listopada 1910 r. tamże) oraz urodzeni w Szumsku: Gabryela (ur. 1914 r., zm. 1915 r. tamże), Jadwiga (ur. 1915 r.), Tadeusz (ur. 1916 r., zm. 1917 r. tamże) i Stanisław (ur. 1919 r., zm. 1922 r. tamże).
Absolwent Państwowego Seminarium Nauczycielskiego Męskiego w Bydgoszczy.
Ukończył Szkołę Podchorążych Piechoty w Ostrowi Mazowieckiej-Komorowie. Promowany na stopień podporucznika został ze starszeństwem z dnia 15 października 1935 roku oraz 215. lokatą w korpusie oficerów piechoty, po czym skierowano go do służby w 14 pułku piechoty we Włocławku. Na dzień 21 września 1936 r. zajmował stanowisko młodszego oficera w 3. kompanii strzelców w I batalionie 14 pp, a w dniu 16 marca 1938 r. stanowisko dowódcy plutonu w 1. kompanii c.k.m. tegoż pułku. W październiku 1938 roku wziął udział w operacji zaolziańskiej – jako oficer kompanii ckm zbiorczego batalionu wystawionego przez 14 pp (zajmował stanowisko zastępcy dowódcy tej kompanii, którym był por. Czesław Rolecki). Do stopnia porucznika awansowany został ze starszeństwem z dnia 19 marca 1939 roku i 212. lokatą wśród oficerów piechoty. Na dzień 23 marca 1939 roku pełnił funkcję dowódcy plutonu w 2. kompanii ckm 14 pułku piechoty. Następnie objął stanowisko dowódcy kompanii ckm. 
Zgodnie z przydziałem mobilizacyjnym został II adiutantem 14 pułku piechoty. Razem z włocławskim pułkiem wziął udział w walkach toczonych na obszarze korytarza pomorskiego i w bitwie nad Bzurą. Został ciężko ranny w płuca w dniu 18 września 1939 r. w lesie Budy Stare (w pobliżu Białej Góry nad Bzurą) ).
Uniknął niewoli i do 1 maja 1940 r. leczył się - początkowo w szpitalu, następnie w domu rodzinnym. Z początkiem 1940 roku przeniósł się do Skarżyska-Kamiennej.  Od 1 sierpnia 1940 r. działał w konspiracji – w Związku Walki Zbrojnej i Armii Krajowej, początkowo w stopniu porucznika, a następnie kapitana (rozkazem Komendanta Głównego Sił Zbrojnych w Kraju został awansowany do rangi kapitana służby stałej ze starszeństwem od 11 listopada 1943 roku). Używał pseudonimów „Mrok” i „Stryjek”. Od 15 sierpnia 1940 r. zajmował stanowisko szefa wyszkolenia i zastępcy komendanta Rejonu Skarżysko w Obwodzie Kielce ZWZ, a od października 1940 r. objął prawdopodobnie obowiązki komendanta tego Rejonu . Od wiosny 1942 r. do czerwca 1943 roku pełnił funkcję zastępcy komendanta Podobwodu I Skarżysko-Kamienna w Obwodzie Iłża Armii Krajowej (komendantem był wówczas por. Stanisław Ciaś ps. „Osman”, „Fiszer”). Został ranny w przedramię 26 marca 1943 roku podczas akcji w Skarżysku. 
Od czerwca 1943 r. do października 1944 roku zajmował stanowisko komendanta Podobwodu I Skarżysko-Kamienna (kryptonim „Morwa”) w Obwodzie Iłża Inspektoratu Starachowickiego AK – wchodzącego w struktury Okręgu Radom-Kielce. Pod koniec lipca 1944 roku Inspektorat Starachowicki AK wystawił bataliony 3 pułku piechoty Legionów AK. Franciszek Walewski „Stryjek” objął wówczas dowództwo batalionu sformowanego w rejonie Skarżyska (II batalion 3 pp Leg. AK). Aresztowany przez Niemców, zbiegł i od listopada 1944 r. przeszedł do pracy konspiracyjnej w Obwodzie  Końskie Armii Krajowej, którego był komendantem aż do rozwiązania Armii Krajowej (19 stycznia 1945 r.).

## Okres powojenny
Po wojnie zamieszkał we Włocławku, zmienił nazwisko na Stryjek-Walewski. Nie został przyjęty do służby w Ludowym Wojsku Polskim. Pracował jako leśniczy lasów komunalnych (mieszkał między innymi w leśniczówce Dąbrówka we Włocławku). 
Franciszek Walewski był zapalonym myśliwym. Zmarł na atak serca w dniu 14 stycznia 1979 r. podczas polowania prowadzonego w okolicach miejscowości Pyszkowo. Pochowany został na włocławskim Cmentarzu Komunalnym – sektor: 44A, rząd: 1, grób: 13.
9 października 1939 r. w kościele parafialnym w Giżycach (gmina Iłów) zawarł związek małżeński z Henryką Sodólską (ur. 11 lipca 1913 r. we Włocławku, zm. 26 lipca 1992 r. w Górze Kalwarii), córką Stanisława i Józefy Gajewiak. W czasie okupacji żona była żołnierzem Armii Krajowej, łączniczką Komendy Głównej AK, odznaczoną Krzyżem Armii Krajowej. Mieli syna Andrzeja (ur. ok. 1945 r.), a ich przysposobioną (w roku 1954) córką była Krystyna (ur. 5 lipca 1948 r. w Mostkach, zm. 8 maja 1996 r. w Otwocku).

## Awanse
- podporucznik (15.10.1935)[1]
- porucznik (19.3.1939)[13]
- kapitan (11.11.1943)

## Ordery i odznaczenia
- Krzyż Walecznych
- Krzyż Armii Krajowej